# Opgooi
Opgooi is de naam van een vroegmiddeleeuwse gouw die een deel van het tegenwoordige Kromme Rijngebied omvatte. De eerste vermelding van de gouw gaat terug tot het jaar 1000 of 1002, maar mogelijk bestond het al eerder. Centrum van Opgooi was kasteel Ten Goye in het Goysedorp in de gemeente Houten, waar het geslacht van Goye woonde.
Het geslacht Van Goye waren nazaten van Hollandse graven die na het Noormannentijdperk de macht hadden gegrepen. Van Goye heerste over Opgooi van het begin van de 11e eeuw tot en met de 14e eeuw. Veelal vervulden ze de rol van burggraaf of maarschalk voor de bisschop van Utrecht.
De gouw Opgooi was klein, maar relatief dichtbevolkt. Kerkelijk centrum was de kerk in Houten. Halverwege de 11e eeuw is de gouw Opgooi overgegaan in het graafschap Opgooi. Rond het kasteel is in de loop van de tijd het Goysedorp ontstaan, een onderdeel van het dorp 't Goy.

## Opvolger van Dorestad
Opgooi is vermoedelijk de opvolger van Dorestad als landstreek. Uit nieuwe inzichten blijkt dat Dorestad meer was dan alleen een plaats. Ook de agrarische omgeving werd tot Dorestad gerekend. Na de teloorgang van Dorestad (2e helft 9e eeuw) en het verdwijnen van de heerschappij door Noormannen met hun aanvallen (885-892), ontstond er ruimte voor de nieuwe gouw Opgooi.